# São Mateus (Madalena)
São Mateus es una freguesia portuguesa del concelho de Madalena, con 17,74 km² de superficie y 847 habitantes (2001). Su densidad de población es de 47,7 hab/km².